# ダイナミック食品
ダイナミック食品株式会社 （ダイナミックしょくひん）は、かつて和歌山県和歌山市に本社を置き、焼肉のたれなどの製造・販売を行っていた企業。

## 概要
1965年に創業し、1973年に法人へ改組。「ダイナミックタレ」「紀州ぽん酢」「和歌山ホルモンのタレ」などのブランドで調味料の製造を行い、和歌山県内では一定の知名度を誇り、食品商社や地元スーパー、精肉店、飲食店などへの販売を行い、1997年9月期は約1億1200万円の売上があった。
しかし、得意先の廃業や大手同業他社との競争激化から売り上げが減少したと同時に、赤字決算が続いていたことから資金繰りが悪化。2019年9月期の売上は約3000万円まで落ち込んだ。
ダイナミック食品は、人件費の削減などで経営再建を図ろうとしたが、2020年に発生した新型コロナウイルスにより得意先への売上が低下。このためダイナミック食品は、2020年8月10日に事業を停止して事後処理を弁護士に一任。同年10月6日に和歌山地方裁判所から破産手続開始決定を受けた。和歌山県に本社を置く企業で、新型コロナウイルスによる経営破綻は初めてとなった。
2022年1月25日にダイナミック食品の法人格が消滅した。

## 沿革
- 1965年1月 - 富士食品工業所として創業。
- 1973年5月 - ダイナミック食品販売株式会社として法人へ改組。
- 1979年11月 - ダイナミック食品株式会社へ商号変更。
- 2020年
  - 8月10日 - 事業を停止して事後処理を弁護士に一任。
  - 10月6日 - 和歌山地方裁判所から破産手続開始決定を受ける。
- 2022年1月25日 - 法人格消滅。

## 販売していた主な商品
- ダイナミックタレ
- 紀州ぽん酢
- 和歌山ホルモンのタレ